# Rike Scheffler

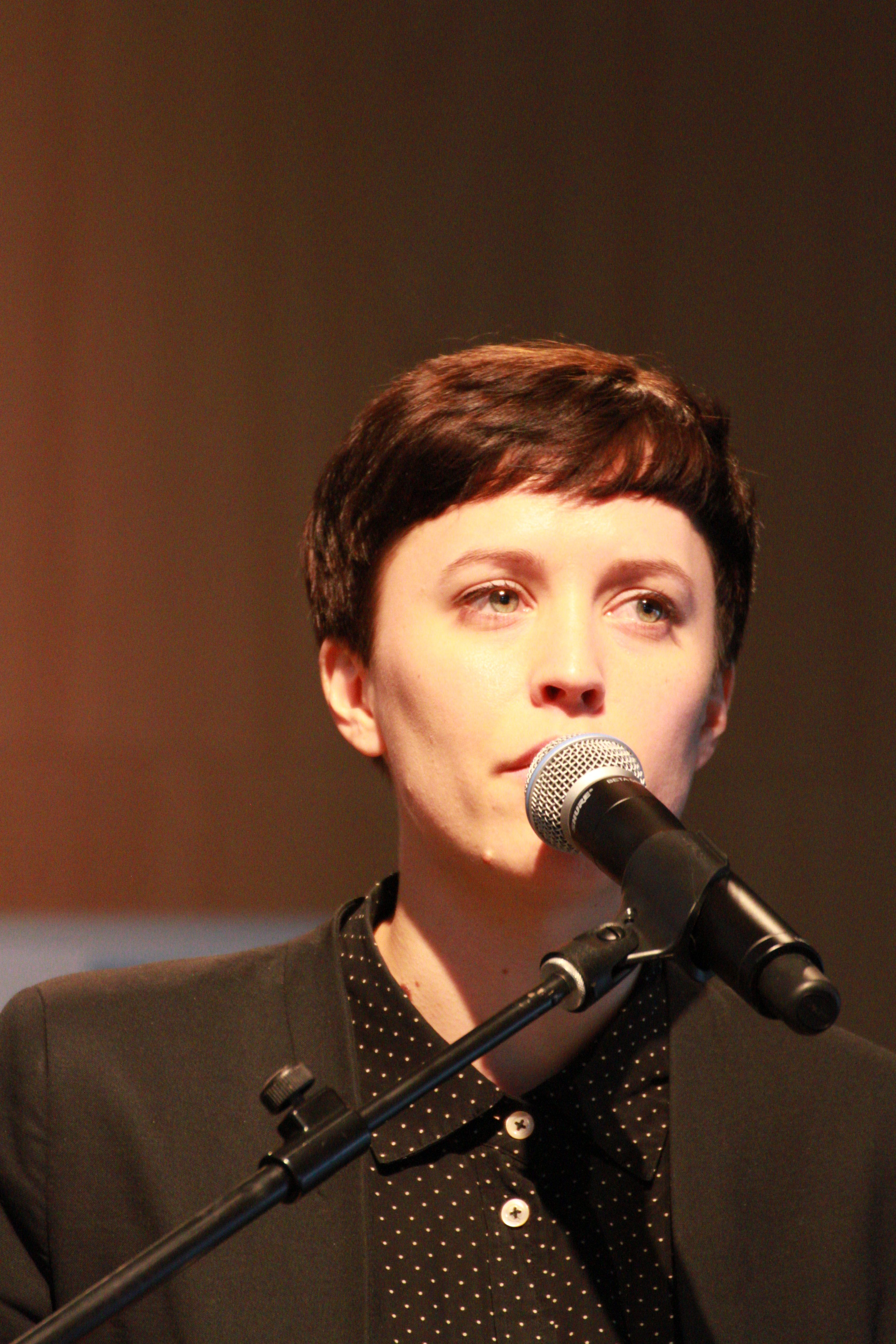
Rike Scheffler

Rike Scheffler (* 1985 in Berlin) ist eine deutsche Lyrikerin, Performerin und Musikerin.
Scheffler studierte Psychologie in Berlin und Literarisches Schreiben am Deutschen Literaturinstitut Leipzig.
Für ihr Schaffen erhielt sie u. a. Arbeitsstipendien der Deutschen Akademie Villa Massimo, der Akademie der Künste Berlin und der Stiftung Brandenburger Tor. 2016 wurde sie für ihren Gedichtband „der rest ist resonanz“, der im Verlag kookbooks erschien, mit dem Orphil-Debütpreis für Lyrik ausgezeichnet. Im Jahr 2018 verbrachte sie mehrere Monate im Rahmen ihres Stadtschreiber-Arbeitsstipendiums in Ludwigsburg.
Sie trat international auf Literaturfestivals auf, u. a. in der Neuen Nationalgalerie, im Hamburger Bahnhof Berlin, im Palais de Tokyo Paris sowie im Louisiana Museum of Modern Art in Kopenhagen. Ihre Gedichte wurden ins Amharische, Englische, Italienische, Spanische, Slowenische und Tschechische übersetzt.
Sie ist Mitglied im Berliner Lyrikkollektiv G13 und Mitgründerin des PEN Berlin.